# Aromoterapie

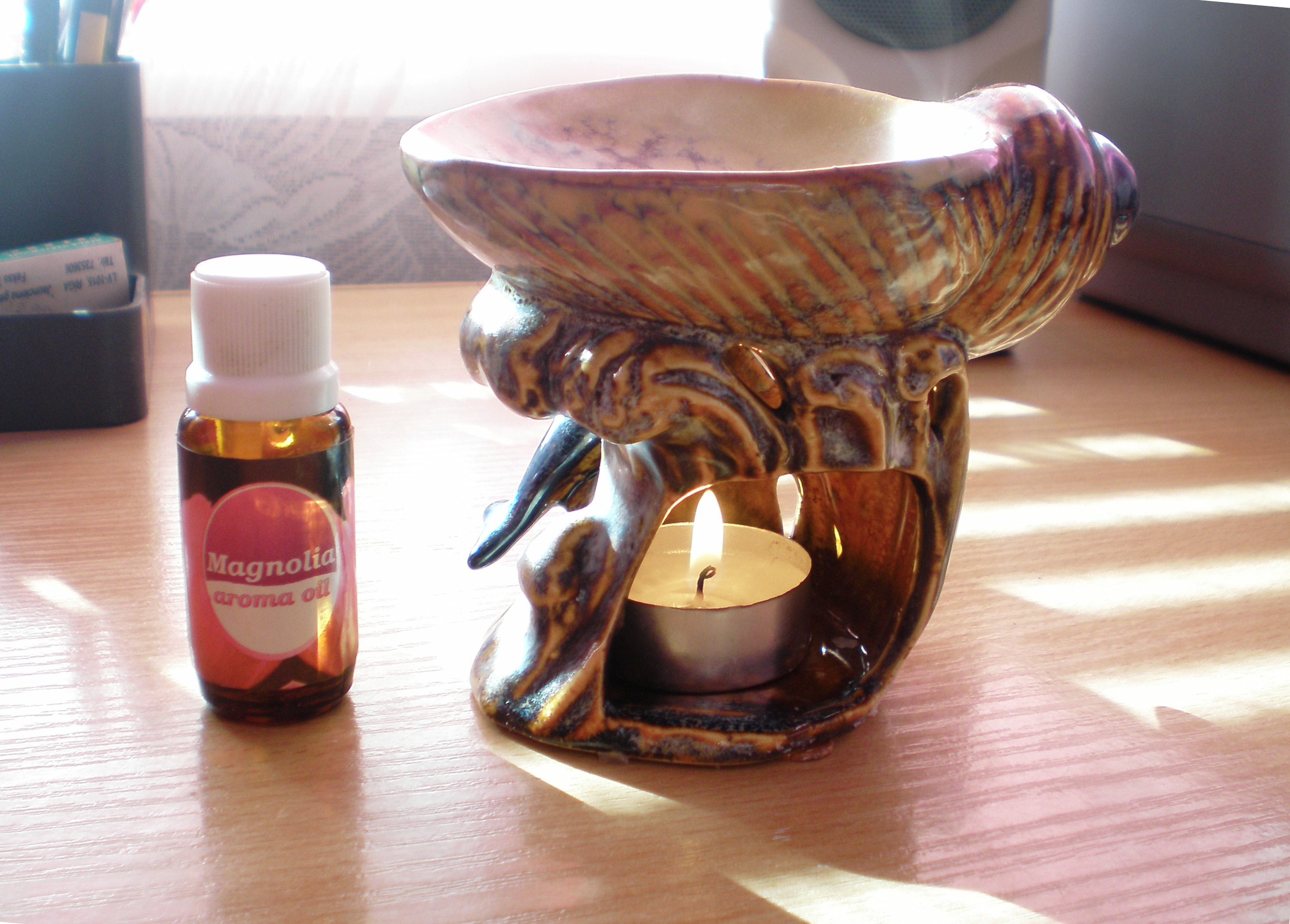

Aromoterapia foloseste materiale de plante aromatice și uleiuri de plante, inclusiv uleiuri esențiale, și alți compuși de aromă pentru îmbunătățirea bunăstării psihologice sau fizice. Termenul corect în limba română este cel venit pe filieră franceză – aromoterapie, așa cum atestă MDN 2000. Termenul aromaterapie este considerat greșit, deși textele în engleză, italiană sau spaniolă, de exemplu, îl folosesc.
Aromoterapia este utilizată ca o terapie complementară sau ca o forma de medicină alternativă. Terapia complementară poate fi oferită alături de tratamentul standard, cu medicina alternativă oferită în loc de tratamentele convenționale, bazate pe dovezi.
Aromoterapeuții, care se specializează în practica de aromoterapie, utilizează amestecuri terapeutice din uleiuri esențiale, care pot fi emise prin aplicare topică, masaj, inhalare sau imersie în apă, pentru a stimula un răspuns dorit.
Nu există dovezi medicale că aromoterapia poate preveni sau vindeca orice fel de boală. Există unele dovezi că este mai eficace decât placebo în combaterea stărilor de greață și a vărsăturilor, dar, de asemenea, că este mai puțin eficace decât standardul de medicamente antiemetice. 

## Istorie
Folosirea uleiurilor esențiale pentru scopuri terapeutice, spirituale, igienice și ritualice se întoarce la o serie de civilizații străvechi, inclusiv chinezi, indieni, egipteni, greci și romani care le foloseau în cosmetică, parfumuri și medicamente. Uleiul a fost folosit pentru plăcerea estetică și în industria frumuseții. A fost un element de lux și un mijloc de plată. Se crede că uleiurile esențiale au crescut durata de depozitare a vinului și îmbunătățesc gustul alimentelor.
Uleiurile sunt descrise de către Dioscoride, alături de convingeri ale momentului în ceea ce privește proprietățile lor curative, în lucrarea De Materia Medica, scrisă în primul secol. Uleiurile esențiale distilate au fost folosite ca medicamente din secolul al XI-lea, când Avicenna a izolat uleiuri esențiale, folosind distilare cu aburi.
Conceptul de aromoterapie a fost dezbătut de către un număr mic de oameni de știință și medici europeni, în aproximativ 1907. În 1937, cuvântul a apărut mai întâi în presa scrisă într-o carte franceză pe tema: Aromothérapie: Les Huiles Essentielles, Hormoni Végétales de René-Maurice Gattefossé, un chimist. O versiune în limba engleză a fost publicată în 1993. În 1910, Gattefossé și-a ars o mână foarte rău și mai târziu a susținut că s-a tratat eficient cu ulei de lavandă.
Chirurgul francez Jean Valnet este pionier în utilizările medicinale ale uleiurilor esențiale, pe care le-a folosit ca antiseptice în tratamentul soldaților răniți în timpul celui de-al doilea Război Mondial.

## Moduri de aplicare
Modurile de aplicare ale aromoterapiei includ:
- Difuzie Aeriană: pentru parfumarea spațiilor sau dezinfectări aeriene
- Inhalare directă: pentru probleme respiratorii, dezinfecție, expectorație, ca decongestionant, precum și pentru efecte psihologice
- Aplicații topice: pentru masaj general, băi, comprese, îngrijire terapeutică a pielii.

## Materiale
- Absolute: uleiuri parfumate extrase în principal din flori sau țesuturi delicate de plante prin solvent sau fluid supercritic de extracție.
- Lămpi de aromă sau difuzoare: dispozitive electrice sau cu lumânare, ce volatilizează uleiuri esențiale, de obicei amestecate cu apă.
- Uleiuri esențiale: uleiuri aromate extrase din plante, în principal prin aburi de distilare (de exemplu: uleiul de eucalipt) sau expresie (uleiul de grapefruit). Cu toate acestea, termenul este, de asemenea, folosit ocazional pentru a descrie uleiuri aromate extrase din plante prin orice solvent de extracție. Acest material include difuzor de tămâie.
- Distilate pe bază de plante sau soluții coloidale: apoase de produse de procesul de distilare (de exemplu, apa de trandafiri). Distilate pe bază de plante comune sunt mușețel, trandafir, și balsam de lămâie.
- Infuzii: extracte apoase de diferite materiale vegetale (de exemplu, infuzie de musetel).
- Fitoncide: diverși compuși organici volatili din plante care ucid microbii.[necesită citare] Multe terpene pe baza de uleiuri parfumate și compuși  sulfurici din plante din genul "Allium" sunt volatile,[necesită citare] deși acestea din urmă sunt probabil mai puțin utilizate în aromoterapie din cauza mirosurilor dezagreabile ale acestora.
- Vaporizatoare: de obicei un mai mare conținut de ulei pe bază de materiale uscate de plante, zdrobite și încălzite pentru a extrage și a inhala ulei aromatic de vapori într-o modalitate de inhalare directă.

## Teorie
Aromoterapia este tratamentul sau prevenirea bolilor prin utilizarea de uleiuri esențiale. Alte utilizări precizate includ reducerea durerii și a anxietății, accesoriu de energie și de memorie pe termen scurt, de relaxare, de prevenire a căderii părului, și reducerea eczemelor induse de mâncărime.
Două mecanisme de bază sunt indicate pentru a explica efectele pretinse. Unul este influența aromei pe creier, mai ales în sistemul limbic prin intermediul sistemului olfactiv. Celălalt este efectul farmacologic direct al uleiurilor esențiale.
În lumea vorbitoare de limba engleză, practicienii au tendința de a sublinia utilizarea de uleiuri de masaj. Aromoterapia tinde să fie privită ca o fraudă pseudoștiințifică în cel mai rău caz.

## Alegerea și achiziționarea
Uleiuri cu conținut standardizat de componente (marcat FCC, pentru Food Chemicals Codex) sunt necesare să conțină o anumită cantitate de anumite substanțe aromatice chimice care apar în mod normal în ulei. Nu există nicio lege în care chimicalele nu pot fi adăugate în forma sintetica pentru a îndeplini criteriile stabilite de FCC legate de ulei. De exemplu, uleiul esențial de lemongrass, trebuie să conțină 75% aldehidă pentru a satisface profilul FCC pentru acel ulei, dar această aldehidă poate veni de la o rafinărie chimică în loc de lemongrass. A spune că uleiurile FCC sunt „food grade” le face să pară naturale atunci când acestea nu sunt neapărat așa.
Uleiurile esențiale nediluate potrivite pentru aromoterapie sunt denumite 'de grad terapeutic, dar nu sunt stabilite și standardele convenite pentru această categorie.
Analiza cromatografică cu gaz și lichid (GLC) și spectrometria de masă (MS) stabilește calitatea uleiurilor esențiale. Aceste tehnici sunt capabile să măsoare nivelurile de componente pentru câteva părți pe miliard. Asta nu înseamnă că e posibil să se determine dacă fiecare componentă este naturală sau dacă un ulei slab a fost „îmbunătățit” prin adaos de arome chimicale sintetice.

## Eficacitate
Nu există dovezi medicale în care aromoterapia poate preveni sau vindeca orice fel de boală. În 2015, Guvernul Australian Departamentul de Sanatate a publicat rezultatele unei analize de terapii alternative, care a căutat să determine dacă au fost potrivite pentru a fi acoperite prin asigurări de sănătate; aromoterapia a fost una din 17 terapii evaluate în care nu a fost găsită o dovadă clară a eficacității. Dovezi pentru eficacitatea aromoterapiei în tratarea unor condiții medicale este slabă, cu o anumită lipsă de studii care să utilizeze o metodologie riguroasă. O serie de analize sistematice au studiat eficacitatea clinică de aromoterapie în ceea ce privește managementul durerii în travaliu, tratamentul post-operatoriu pentru greață și vărsături, gestionarea comportamentelor apărute în cazuri de demență, și ameliorarea simptomelor produse de cancer. Toate aceste recenzii raportează o lipsă de dovezi cu privire la eficacitatea aromoterapiei. Studiile s-au dovedit a fi de calitate scăzută, ceea ce înseamnă că trebuie ca ele să fie mai atent proiectate pe scară largă și că sunt necesare studii controlate aleatoare înainte de a fi trase concluzii clare cu privire la eficacitatea aromoterapiei.

## Îngrijorări cu privire la siguranță
Aromoterapia are o serie de efecte adverse, iar acest aspect, combinat cu lipsa de dovezi ale beneficiului terapeutic, face practica de valoare discutabilă.
Deoarece uleiurile esentiale sunt foarte concentrate, ele pot irita pielea atunci când este utilizat în formă nediluată. Prin urmare, ele sunt de obicei diluate cu un ulei purtător pentru aplicare topică, cum ar fi ulei de jojoba, ulei de măsline, sau ulei de cocos. Reacții fototoxice pot apărea cu uleiuri din coajă de citrice, cum ar fi de lămâie sau lime. De asemenea, multe uleiuri esențiale au componente chimice care sunt stimulente. Unele dintre alergiile chimice pot fi cauzate chiar de pesticide, în cazul în care plantele originale sunt cultivate. Unele uleiuri pot fi toxice pentru animalele domestice, pisicile fiind cele mai expuse riscului.
Un specialist în hormoni la copii de la Universitatea din Cambridge, a susținut că „... aceste uleiuri pot imita estrogenii“ și „oamenii ar trebui să fie un pic mai atenți cu privire la utilizarea acestor produse.“ The Aromatherapy Trade Council din Marea Britanie a emis o replică.
The Australian Tea Tree Association, un grup care promovează interesele producătorilor australieni de ulei de arbore de ceai, au emis o scrisoare care a pus studiul sub semnul întrebării și au chemat publicația New England Journal of Medicine pentru o retractare.
The New England Journal of Medicine până în prezent nu a răspuns și nu a retras studiul.
Ca orice substanță bioactivă, un ulei esențial, care poate fi în considerat sigur pentru publicul larg, ar putea totuși avea riscuri pentru femeile gravide și cele care alăptează.
În timp ce unii susțin ingestia de uleiuri esențiale pentru scopuri terapeutice, profesioniștii licențiați în aromoterapie nu recomandă auto-prescripția medicală din cauza naturii extrem de toxice a unor uleiuri esențiale. Unele uleiuri foarte frecvente, cum ar fi de eucalipt sunt extrem de toxice atunci când sunt utilizate pentru uz intern. S-a raportat că doze mici (de o linguriță) au provocat simptome clinice semnificative și că pot apărea intoxicații grave după ingestia de 4 până la 5 ml.
Câteva cazuri de reacții toxice au raportat daune ale ficatului și au apărut convulsii după administrarea de salvie, isop, thuja, și lemn de cedru. Ingestia accidentală se poate întâmpla atunci când uleiurile sunt păstrate la îndemâna copiilor.
Uleiurile ingerate și cele aplicate pe piele pot avea interacțiuni negative cu medicina convențională. De exemplu, utilizarea topică de uleiuri grele de salicilat de metil și de mesteacăn dulce și perișor poate provoca sângerări la utilizatori, ele conținând anticoagulant cu warfarină.